# 馬哈爾
馬哈爾，是一個印度教種姓團體，主要分布在馬哈拉施特拉邦和鄰近地區，佔當地10％至12％的人口。馬哈爾社區的大部分人都是在二十世紀中葉，隨阿姆倍伽尔改宗佛教。截至2017年，馬哈爾種姓被為印度15個邦指定為表列种姓和表列部落。

## 歷史
馬哈爾傳統上被視為“不可接觸者”，然而，他們在社會經濟方面遠遠高於大多數其他不可接觸者群體，因為他們在村莊行政系統中的角色很重要，他們至少要有一個初級的教育，並經常與上層種姓印度教徒接觸。他們住在郊區，他們的職責包括看守和追踪盜賊，使者，修理工，邊界糾紛裁判員，清道夫，向村里供應粗布等等。作為對這些服務的回報，村莊給他們一小塊土地，或自己的耕種權分享作物。他們有時也是農業工人。 

## 前殖民時代
在印度教的奉愛時代，一些聖者如Chokhamela，Karmamela，Banka，Nirmala，Soyarabai和Bhagu等也是馬哈爾人。
但在馬拉塔帝國佩什瓦統治時期，馬哈爾人被降為賤民。

## 英印時代
在英國統治下，馬哈爾人意識到了社會和政治進步的範圍。他們在村莊制度中的傳統角色是低級的但卻是重要的。在英國統治早期，一些馬哈爾人加入了軍隊。
馬哈爾人傳統上被認為是不潔淨，不能進入印度教的廟宇。甚至他們進入印度教神明的神龕也受到限制。在20世紀，大量的馬哈爾人數離開了他們的傳統村莊，搬到了印度的城市中心，尋求更好的就業和教育機會。他們放棄了在農村的傳統工作，在鋼廠，碼頭，建築工地和鐵路上就業。他們創造了一個接納了城市工人的機構，他們準備參加一個更高地位和平等的政治運動。
在殖民時期，東印度公司和英屬印度吉招募了大量的馬哈爾人擔任軍事任務。在印度民族起义前他們佔東印度公司孟買軍隊單位的六分之一，但此後他們逐漸被退役。
1941年，馬哈爾軍團成立。

## 宗教
根據2001年人口普查，56.5%馬哈爾人是佛教徒，43.7%人是印度教，0.1%是錫克教徒。